# György Spiró
György Spiró (wym. IPA: ɟørɟ ʃpiro, ur. 4 kwietnia 1946 w Budapeszcie) – węgierski prozaik, dramatopisarz, eseista, tłumacz.

## Życiorys
Spiró jest synem inżyniera z Miszkolca. Ukończył literaturę węgierską i słowiańską na Uniwersytecie Budapeszteńskim. Jest eseistą, tłumaczem, dyrektorem teatrów i wykładowcą uniwersyteckim.

## Pisarz i dramaturg
Jest również autorem powieści Kerengő (Krużganek, 1974), A jövevény (Przybysz, 1990), bestsellerowej powieści Fogság (Niewola, 2005) oraz licznych dramatów, w tym Szalbierza (1987), Dogrywki (1998) i Stłuczki (2004), zbiorów esejów i opowiadań.
Spiró we wcześniejszych dziełach poruszał niekiedy tematykę żydowską. W swojej najobszerniejszej, ponad 900-stronicowej, powieści Fogság (Niewola 2005), opowiada o doświadczeniach dorastającego w Rzymie dynastii julijsko-klaudyjskiej żydowskiego chłopca Uri, tułacza wracającego do swoich korzeni. Powieść ta przez wielu krytyków na Węgrzech i za granicą uznana została za arcydzieło.

## Tematyka polska w twórczości artysty
Jest znawcą polskiej kultury i admiratorem Wyspiańskiego, ma w dorobku przekłady wszystkich jego dramatów, a także niektórych dramatów Gombrowicza. Dramaturgia Spiró jednoznacznie była inspirowana przez ideę „teatru ogromnego” Wyspiańskiego.
W 1969 r. pisarz zaczął uczyć się polskiego. Do Polski przyjeżdżał od początku lat 70., a kontakty z ówczesnym środowiskiem literackim i teatralnym rozbudziły zainteresowanie polskim dramatem. Przypadkiem natknął się na wydane w 1956 r. przez Ossolineum Recenzje Teatralne Towarzystwa Iksów 1815–1819. W ten sposób w roku 1974 autor wierszy, kilku dramatów oraz jednej powieści znalazł temat, o którym będzie później mówił jako o wielkiej przygodzie swojego życia. Pięć lat poświęcił Spiró na badania realiów Warszawy z przełomu XVIII i XIX w., ówczesnej prasy, historii Teatru Narodowego i występujących w nim aktorów oraz na opracowanie tekstu.
W 1981 roku wydał osnutą wokół postaci Wojciecha Bogusławskiego powieść Az Ikszek (1981) (Iksowie), z powodu której w Polsce został oskarżony o szarganie narodowych świętości. Była to książka o Bogusławskim w czasach po utracie niepodległości przez Polskę (postać aktora była pretekstem do przedstawienia beznadziejnych zmagań artystów walczących z cenzurą i represjami podobnie, jak walczyli pisarze w czasach dyktatury). Rzeczową analizę powieści przedstawił w „Pamiętniku Teatralnym” profesor Andrzej Sieroszewski, w „Literaturze na Świecie” Elżbieta Cygielska zaprezentowała fragmenty wybranych recenzji węgierskich.
Jerzy Robert Nowak, w latach 80. XX w. członek prokomunistycznego Stronnictwa Demokratycznego, wystąpił z ostrą krytyką książki Iksowie. Oskarżył pisarza o antypolonizm i przedstawianie obrazu Polaków w bardzo niekorzystnym świetle. Książkę Spiró skrytykowali również Aleksander Gieysztor oraz István Csapláros, wieloletni kierownik katedry hungarystyki Uniwersytetu Warszawskiego. Nowak, po 1989 r. i swoim wystąpieniu z SD twierdził, książka ta została napisana na polecenie władz Węgierskiej Socjalistycznej Partii Robotniczej i miała na celu przeciwdziałanie ewentualnym wpływom zrywu „Solidarności” na społeczeństwo węgierskie.
Z krytyką Nowaka polemizowała Weronika Kasprzak. Jej zdaniem publikowane w „Zdaniu” teksty Nowaka sprawiają dziś wrażenie komiczne, gdyż autor skrupulatnie obliczył, na ilu stronach powieści padają pod adresem Staszica czy Niemcewicza słowa takie jak „głupiec” czy „idiota”. Kasprzak, a także Małgorzata Szpakowska w miesięczniku „Dialog” zarzuciły ponadto Nowakowi wyrywanie z kontekstu pojedynczych zdań.
W ocenie polskiego tłumacza Spiró, Mieczysława Dobrowolnego, wskutek interwencji Nowaka w wydziale kultury KC PZPR zablokowano wydanie powieści, zakazano pisarzowi wstępu do polskich bibliotek naukowych i odebrano mu możliwość przyjazdu do Polski w celu prowadzenia dalszych badań literackich, a także cofnięto obietnicę stypendium na badania archiwalne (pisarz pracował wówczas nad powieścią o Towiańskim). Niemniej, na Węgrzech książka zyskała drugie wydanie, zaś sam Spiró w przekonaniu Nowaka, wyrażanym przez niego jednakże dopiero po upadku systemu komunistycznego w Polsce i na Węgrzech, był mocno popierany przez węgierskie władze komunistyczne.
W oparciu o tę powieść w 1983 r. napisał następnie dramat pt. Az imposztor (Szalbierz 1987). Dramat ten stanowi przełom w twórczości Györgya Spiró – autor dzięki niemu zaistniał w teatrze węgierskim. Prapremiera tej sztuki w Teatrze im. Katony w 1983 roku w reżyserii Gábora Zsámbékiego stała się w Budapeszcie wydarzeniem teatralnym, zwłaszcza dzięki roli legendy sceny węgierskiej, aktora i reżysera Tamása Majora (którego cechami autor obdarzył postać Mistrza). Autor w formie tradycyjnej ujął jak najbardziej aktualne myśli na temat historii, władzy, teatru, a sztuka mówi o losach środkowo-wschodniej Europy przez historię polską. Wskutek skandalu z powieścią Iksowie nie doszedł do skutku także późniejszy przyjazd pisarza do Polski na prapremierę tegoż dramatu, wystawianego w 1987 r. przez warszawski teatr Ateneum. Po polskiej prapremierze sztuki autor wystosował specjalny list „Do polskiego widza”, w którym tłumaczy swoje intencje: „Polskiemu widzowi nie muszę zapewne wyjaśniać, że jej treść nie odpowiada rzeczywistym wydarzeniom z przeszłości (...) Natomiast Bogusławski mógł być takim autorem, jakim go ukazałem, a w każdym razie taki obraz tego człowieka mam przed oczyma po lekturze materiałów źródłowych i publikacji znakomitych historyków teatru”.
W 2009 wydano w Polsce powieść Mesjasze (Messiások 2007), opowiadającą historię Andrzeja Towiańskiego i jego sekty. W Mesjaszach Spiró „demitologizuje polskie legendy i odbrązowia część naszej historii, przywracając ją życiu”. W 2010 autor za tę powieść otrzymał Nagrodę „Angelus”.

## Twórczość

### Powieści
- Az Ikszek (Iksowie, 1981; wyd. pol. 2013[16]), wyd. Szépirodalmi Könyvkiadó
- Kerengő (Krużganek, 1974), wyd. Szépirodalmi Könyvkiadó
- A jövevény (Przybysz, 1990), wyd. Árkádia Könyvkiadó-Szépirodalmi Könyvkiadó
- Fogság (Niewola, 2004, wyd. Magvető Könyvkiadó; wyd. pol. 2015)
- Messiások (Mesjasze, 2007; wyd. pol. 2009)
- Tavaszi tárlat (Salon Wiosenny, 2010; wyd. pol. 2016)

### Dramaty
- Szalbierz (1983)
- Dogrywka (1998)
- Stłuczka (2004)

## Nagrody i wyróżnienia
- 1982 – Nagroda literacka Attili Józsefa
- 1990 – Nagroda literacka Erzsébet
- 1998 – Laur Republiki Węgierskiej
- 2004 – Pro Urbe Budapest
- 2004 – Nagroda dramaturgów „Elsötétítés”
- 2006 – Nagroda Kossutha za wszechstronność literacką
- 2006 – Nagroda sztuki AEGON za powieść Fogság (Niewola)
- 2006 – Nagroda literacka ZAiKS-u dla tłumaczy[17]
- 2009 – Międzynarodowa Nagroda Wyszehradzka, przyznawana przez ministrów kultury państw Grupy Wyszehradzkiej[18].
- 2010 – Literacka Nagroda Europy Środkowej „Angelus” za 2009 rok za powieść Mesjasze[19].
- 2013 – Perła Honorowa Polskiej Gospodarki w kategorii krzewienie polskich tradycji i wartości patriotycznych[20]